# Антенно-фидерные устройства
Антенно-фидерное устройство (АФУ) — совокупность антенны и фидерного тракта, входящая в качестве составной части в радиоэлектронное изделие, образец, комплекс.
АФУ используются для передачи сигналов в системах радиосвязи, радиовещания, телевидения, а также других радиотехнических системах, использующих для передачи сигналов радиоволны. Функция антенны заключается в излучении или приеме электромагнитных волн. 
Электрическое подключение антенны к источнику (потребителю) может быть непосредственным, а может осуществляться с помощью линии передачи, оснащенной радиочастотными соединителями, т.е. с помощью фидера. Функция фидера — в передаче электромагнитного колебания от радиопередатчика ко входу антенны и передаче электромагнитного колебания от антенны к радиоприемнику.

## Антенны
Передающая антенна преобразует энергию волн, поступающих по фидеру от передатчика к антенне, в энергию свободных колебаний, распространяющихся в окружающем пространстве. Передающая антенна должна не просто излучать электромагнитные волны, а обеспечивать наиболее рациональное распределение энергии в пространстве. В связи с этим одной из основных характеристик передающих антенн является диаграмма направленности (ДН) — зависимость излучаемого поля от положения точки наблюдения (точка наблюдения должна находиться в дальней зоне — на неизменно большом расстоянии от антенны). Требования к направленности колеблются в очень широких пределах от близких к направленным (системы радиовещания и эфирного телевидения) до резко выраженной направленности в определенном направлении (дальняя космическая радиосвязь, радиолокация, радиоастрономия и т. д.). Направленность позволяет без увеличения мощности передатчика увеличить мощность поля, излучаемого в данном направлении, а также позволяет уменьшать помехи соседним радиотехническим системам, то есть способствует решению проблемы электромагнитной совместимости (ЭМС). Направленность можно получить только когда размеры антенны существенно превышают длину волны колебаний.
Приёмная антенна улавливает энергию свободных колебаний и превращает её в энергию волн, которая поступает по фидеру на вход приемника. Для приемных антенн диаграмма направленности (ДН) — это зависимость тока в нагрузке антенны, то есть в конечном счете в приемнике, или ЭДС наводимой на входе приемника, от направления прихода электромагнитной волны, облучающей антенну. Наличие направленных свойств у приемных антенн позволяет не только увеличивать мощность выделяемую током в нагрузке, но и существенно ослаблять приём различного рода помех, то есть повышает качество приёма.
Любую передающую антенну можно использовать и для приёма электромагнитных волн и вообще говоря, наоборот, однако из этого не следует что они одинаковы по конструкции.

## Фидеры
Важную роль в работе антенных устройств играет линия передач (фидер), которая передаёт энергию от генератора к антенне (в передающем режиме) или от антенны к приёмнику (в режиме приёма).
Основные требования к фидеру сводятся к его электрогерметичности (отсутствию излучения энергии из фидера) и малым тепловым потерям. В передающем режиме волновое сопротивление фидера должно быть согласовано с входным сопротивлением антенны (что обеспечивает в фидере режим бегущей волны) и с выходом передатчика (для максимальной отдачи мощности). В приёмном режиме согласование входа приёмника с волновым сопротивлением фидера обеспечивает в последнем режим бегущей волны. Согласование же волнового сопротивления фидера с сопротивлением нагрузки — условие максимальной отдачи мощности в нагрузку приёмника. В зависимости от диапазона радиоволн применяют различные типы фидеров:
- двух или много-проводные воздушные фидеры
- волноводы прямоугольного, круглого или эллиптического сечений
- линии с поверхностной волной

и другие